# Csanakhegy
Csanakhegy 1970. óta Ménfőcsanak részeként Győr város része Győr-MosonSopron vármegyében. 1934. előtt Győr vármegye Sokoróaljai járásának egyik kisközsége volt, akkor Csanakfaluval és Ménfővel vonták össze, az új, 1970-ig létező község volt Ménfőcsanak.

## Elhelyezkedése
A falu a 8311-es mellékút mentén található.

## Története
- Borovszky Samu monográfiája szerint:

Csanakhegy, magyar kisközség, Csanakfalu szomszédságában, körjegyzőségi székhely, 240 házzal és 1072, nagyobb részben róm. kath. vallású lakossal. Postája Ménfő, távírója Kismegyer, legközelebbi vasúti állomása Csanakfalu és Ménfő. Kezdettől fogva Csanakfalu sorsában osztozott; itt laktak az apátság szőlőmívesei. 1635-ben a győri jezsuitáknak is volt itt nagyobb szőlőbirtokuk. A mult század elején Csanakhegy községnek 900 lakosa volt. A csanaki szőlők jóízű bort teremnek. A lakosok nagy része Győrött piaczi henteskedést űz. A község határához tartozó, ú. n. Rákóczi-dűlőn álló fát a lakosok Rákóczi-fának nevezik és mindenféle hagyományt fűznek hozzá, melyeknek azonban történelmi alapjuk nincsen.